# Hotel Sacher
Hotel Sacher je luxusní hotel v centru Vídně v blízkosti Vídeňské státní opery. Je součástí sdružení Leading Hotels of the World a jeho specialitou je originální Sacherův dort. Na místě strženého Divadla u Korutanské brány ho roku 1876 otevřel Eduard Sacher, syn vynálezce Sacherova dortu Franze Sachera. Původně se podnik jmenoval Hotel de l'Opera, ale brzy byl přejmenován podle slavné cukrářské rodiny majitelů; již roku 1871 získal Eduard Sacher titul c. a k. dvorního dodavatele.
Po Eduardově smrti v roce 1892 hotel převzala vdova Anna Sacherová rozená Fuchsová, která rovněž obdržela titul dvorního dodavatele a v jejímž podniku se po operních představeních v legendárních séparées usazovala vídeňská smetánka.
Po Annině smrti roku 1930 šel předlužený hotel brzy do konkursu a byl zakoupen dvěma manželskými páry: právníkem Hansem Gürtlerem s manželkou Poldi a hoteliérem Josefem Sillerem s manželkou Annou. Ti hotel rekonstruovali a obnovili jeho pověst místa setkání vysoké společnosti. Během války a po ní podnik upadal a na nějakou dobu byl zabaven, ale roku 1951 se vrátil původním majitelům a byl znovu renovován. Josef Siller zemřel roku 1949 a jeho vdova roku 1962, takže hotel připadl Gürtlerovým. Následovali postupně dva jejich synové Rolf, jenž předčasně zemřel, a Peter, po jehož smrti roku 1990 převzala hotel jeho rozvedená manželka Elisabeth Gürtlerová-Mauthnerová s dcerou Alexandrou. Naposledy byl hotel podstatně renovován roku 2006.